# مقبرة 10

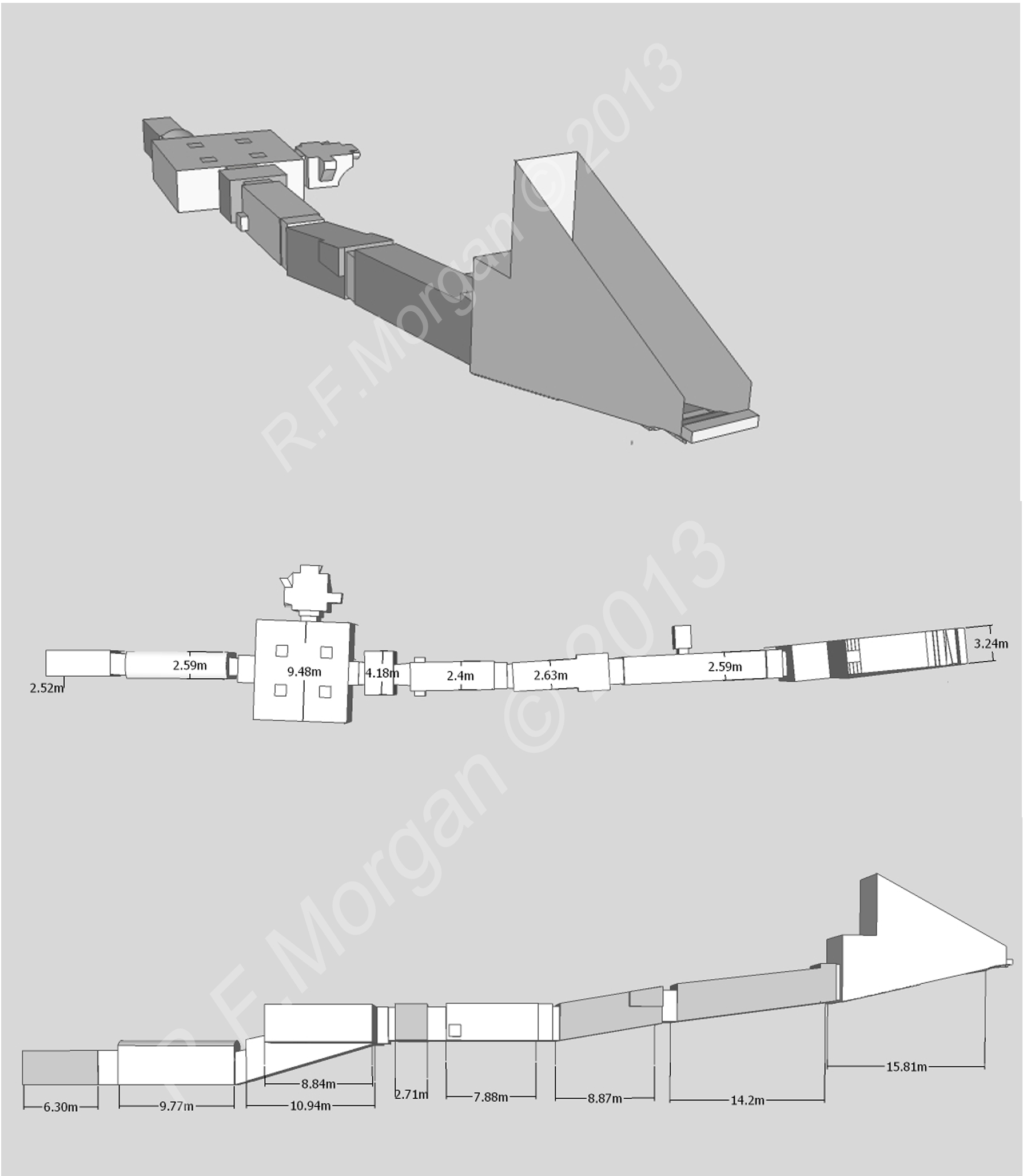
رسومات توضح بنية المقبرة 10

مقبرة آمن موسه أو المقبرة 10 في وادي الملوك؛ التسمية العلمية للمقبرة KV10 . وكان يعتقد أنها كانت مقبرة بنيت للفرعون أمن‌مسه Amenmese من الأسرة التاسعة عشر. ولكن لا يوجد آثار تدل على أنه قد دفن بالفعل فيها.

## اكتشافها
فتحت المقبرة في العصور القديمة. وكان أول من زارها في عصرنا الحديث الباحث «ريتشارد بوكوكي» الذي زار المقبرة في عام 1743 ورسمها بيده على الورق. وبعده قام شامبليون بزيارة المقبرة وكذلك «كارل ليبسيوس» و «ريشارد ولكنسون» في القرن التاسع عشر. في عام 1883 سجل الباحث الفرنسي «أويجين ديغبور» نقوش وزينة المقبرة وقام بنشر أعماله في الصحف العلمية بعد ذلك. ثم قام «إدوارد أيرتون» في عام 1907 برفع الأنقاض عن البوابة وتم فتح البهو الأمامي. وقام «أتو شادن» بوضع برنامج لإخلاء المقبرة من الأنقاض وفحصها بالكامل؛ وبدأ برنامجه بالتعاون بين الجهات المسؤولة المصرية وجامعة أريزونا في عام 1992 .

## قطع الآثار التي عثر عليها
عندما كان ليفيبور يقوم برسم نقوش المقبرة وزينتها عثر على شقفة من الحجر الجيري واعتقد انها جزء من التابوت الحجري للفرعون أمن‌مسه. وكان من ضمن القطع الأثرية التي عثر عليها في البدء قطعا تم صنعها من عصور قديمة مختلفة: فمنها تماثيل صغيرة أوشبتي من عهد سيتي الثاني، وبقايا حجرية من تابوت رمسيس الرابع وأشياء أخرى وضعت في المقبرة في عمليات دفن لاحقة. كما عثر هوارد كارتر على بقايا أواني كانوبية عليها اسم «تاخت». كما تبين أن جزءا من غطاء تابوت من الجرانيت الأحمر أنه ينتسب إلى زوجة الفرعون مرنبتاح وربما كانت هي أم أمن‌مسه.
وعلى الرغم من الفحص الدقيق لا يزال غامضا عما إذا كانت مومياء أمن‌مسه قد تم دفنها بالفعل في هذه المقبرة. وقد عثر في المقبرة 10 على موياءتين ويعتقد أنهما لأمه تاخت والأخرى لزوجته «باكتوريل». وأما علاقة تلك الإمرأتين بالفرعون أمن‌مسه فلا تزال غامضة وتحتاج مزيدا من البحث والدراسة.
|  |  |

## وصلات خارجية
- Theban Mapping Project: KV10 - Includes description, images and plans of the tomb.
- KV-10 The Tomb of Amenmesse Project

## اقرأ أيضا
- مقبرة 14
- سيتي الثاني